# البحيرات الشمالية المصرية
البحيرات الشمالية المصرية عددها خمسة على امتداد البحر المتوسط - من الشرق إلى الغرب:
- بحيرة البردويل
- بحيرة المنزلة
- بحيرة البرلس
- بحيرة إدكو
- بحيرة مريوط

## الاقتصاد
تمثل أهمية اقتصادية بالغة، فإنتاجها من الأسماك يمثل حوالي 77٪ من إجمالى إنتاج البحيرات المصرية. ونظرا لما تتميز به من أعماق ضحلة وحركة مياه هادئة وخصوبة عالية فانها تعتبر مربى أسماك وحضانة طبيعية لمختلف أنواع الأسماك التجارية ليس فقط داخل هذه البحيرات ولكن أيضا للسواحل المصرية من البحر المتوسط بالكامل.

## المخالفات
تتعرض هذه البحيرات من عمليات صرف مستمرة لمختلف أنواع الملوثات الصناعية والصحية والزراعية مما يؤثر على كل من جودة ونوعية مياه هذه البحيرات وإنتاجها السمكي. كما تعرض بعضها لانفلات أمني تسبب في ازدياد معدلات الإجرام وانتشار ظاهرة التعدي على مساحاتها باستصلاح الأراضي وهو ما يدمّر البيئة الطبيعية للبحيرات